# Gare de Klamath Falls (Amtrak)
La  gare de Klamath Falls est une gare ferroviaire des États-Unis située à Klamath Falls en Oregon. Elle est desservie par le service Coast Starlight d'Amtrak.  C'est la gare la plus au sud de l'État d'Oregon.

## Histoire
Elle est mise en service en 1916.

## Service des voyageurs

### Accueil
C'est une gare avec une salle d'attente et du personnel.

### Desserte
- Ligne d'Amtrak[1] :
  - Le Coast Starlight: Los Angeles - Seattle